# Siegfried Terpoorten
Siegfried « Sigi » Terpoorten (né le 15 septembre 1971 à Munich) est un acteur allemand.

## Biographie
Terpoorten suit d'abord une formation en électronique chez Siemens. Il suit les cours de comédie de la Hochschule für Musik und Theater Hamburg et l'école Otto-Falckenberg à Munich.
De 1996 à 1998, il joue sous la direction de Frank Baumbauer au Deutsches Schauspielhaus de Hambourg et va au théâtre de Bâle avec Stefan Bachmann. Il apprend le cinéma comme acteur et des techniques à la Hamburg Media School ; il y collabore avec Janek Rieke, Kilian Riedhof et Marcus Hägg.
Il se fait un nom avec la série télévisée 4 gegen Z. De 2006 à 2007, il tient le rôle premier du commissaire Mark Brenner dans Stadt, Land, Mord!.
En 2010, il fonde une société de production audiovisuelle à Zurich et travaille plus étroitement avec Marcus Hägg.
Siegfried Terpoorten est l'époux de l'actrice suisse Barbara Maurer et ils ont deux enfants.

## Filmographie

### Cinéma
- 1994 : Die hirnlose Frau (court métrage)
- 1995 : Neulich am Deich (court métrage)
- 1996 : Jenseits von Schweden (court métrage)
- 1998 : Le Test de dureté (de)
- 1998 : Dreiland (court métrage)
- 1999 : Friedhof der Namenlosen (court métrage)
- 2000 : Erkan and Stefan
- 2000 : Highway Society
- 2001 : Qui peut sauver le Far West ?
- 2001 : Scheherazade
- 2001 : Alles Zombies (de)
- 2002 : Die letzte Fahrt (court métrage)
- 2004 : Space Movie
- 2008 : Die Perlmutterfarbe (de)
- 2010 : Zu zweit
- 2010 : Yanoosak
- 2010 : L'Homme de sable
- 2011 : Mein Bruder, sein Erbe und ich
- 2011 : Trois quarts de lune
- 2011 : Was weg is, is weg (de)
- 2013 : Mary, Queen of Scots
- 2013 : Buddy (de)
- 2013 : Tappava talvi
- 2016 : Zoe & Julie: Hidden Marks
- 2016 : Dinky Sinky
- 2019 : Benjamin Blümchen (de)

### Téléfilms
- 1998 : Die Unschuld der Krähen
- 1999 : Vom Himmel das Blaue
- 2000 : Krieger und Liebhaber
- 2000 : La Joyeuse entreprise
- 2001 : Im Namen der Gerechtigkeit
- 2002 : Die Hoffnung stirbt zuletzt
- 2002 : So schnell du kannst
- 2003 : Ehespiele
- 2004 : Mein Weg zu dir heißt Liebe
- 2005 : Les Larmes du Vietnam
- 2008 : Spiel mir das Lied und du bist tot!
- 2011 : Tod am Engelstein
- 2011 : 9 mois et un coussin
- 2012 : Rien ne sert de courir (de)
- 2014 : Le Cœur des femmes (de)
- 2015 : Kubanisch für Fortgeschrittene
- 2016 : Frau Pfarrer & Herr Priester (de)
- 2017 : Ein Sommer auf Zypern
- 2017 : Wenn Frauen ausziehen
- 2017 : Gurlitts Schatten

### Séries télévisées
- 1995 : Inseln unter dem Wind: Untergetaucht
- 2000 : Tatort: Kleine Diebe (de)
- 2003 : Stubbe – Von Fall zu Fall: Yesterday (de)
- 2004 : Tatort: Abseits (de)
- 2005-2006 : 4 gegen Z
- 2006-2007 : Stadt, Land, Mord! (de)
- Depuis 2019 : Racko - Ein Hund für alle Fälle (13 épisodes)